# Partija regija
Partija regija (ukr.: Партія регіонів; rus.: Партия регионов) je ukrajinska politička stranka. Osnovana je 1997. a Viktor Janukovyč je dugo bio predsjednik stranke. Kasnije je funkcionirala kao stranka podrške Janukovyču, tijekom njegovog predsjedničkog mandata 2010. – 2014. Partiju regija, koja je na nekoliko ukrajinskih paralmentarnih izbora bila najveća stranka, danas vodi Boris Kolesnikov.

## Povijest

### Pozadina
Stranka ima svoje najjače uporište u istočnim i južnim krajevima Ukrajine, gdje žive ruski govornici. 
Vođa stranke Viktor Janukovyč bio je premijer Ukrajine tijekom predsjedničkog mandata Leonida Kučme i u početku je bila dio saveza Za jedinstvenu Ukrajinu. Janukovyč je izabran za predsjednika 2010., a Partija regija imala je većinu u ukrajinskom parlamentu.

### 2000-e
Na parlamentarnim izborima u ožujku 2006., stranka je osvojila jednu trećinu glasova. Računali su se pobjednicima izbora, jer je u smjernice izborne kampanje ulazilo uvođenje ruskog jezika kao službenog jezika u Ukrajini, čemu su se odlučno protivila nacionalistička strujanja u stranci Naša Ukrajina predsjednika Viktora Juščenka. Danas je ukrajinski jedini službeni jezik u Ukrajini, kojeg govori oko 72 % stanovništva. Ruski je važan jezik najviše u istočnim i južnim dijelovima zemlje, gdje veliki broj stanovnika uglavnom ne razumije ukrajinski.
Sljedeće godine održani su novi parlamentarni izbori. Partija regija je i tada bila najjača stranka, s preko 8 milijuna dobivenih glasova,( 34,37 % svih glasova i 175 poslaničko mjesto).

### 2014-a
Poziciju najjveće stranke Partija regija gubi u veljači 2014.,kada je veliki broj poslanika stranke napustio stranku ili glasovao za opoziciju u svezi s pucnjavom sa smrtonosnim posljedicama tijekom Euromajdanskih demonstracija. Vođa stranke u parlamentu, Aleksandar Jefremov, zamoljava nekoliko dana poslije novu vladu da ne djeluje destabilizirajući, jer je vidio da brzo donošenje odluke i uvođenje prijašnjeg zakona o jeziku, koji je definirao ukrajinski kao jedini službeni jezik a regionalne jezike (kao npr. ruski) nije smatrao službenima, vidi kao prijetnju jedinstvu zemlje.
Nekoliko dana kasnije poslanici stranke u parlamentu pozivaju na dijalog i kompromise u svezi s eksplozivnom situacijom koja je nastala tijekom Krimske krize 2014. Istovremeno nisu željeli prepustiti Krim "svojoj sudbini" i tražili su dokaz da Ukrajina tretira Krim kao dio ukrajinske države.

## Vanjske poveznice
- Službena stranica Partije regija  Arhivirana inačica izvorne stranice od 9. srpnja 2008. (Wayback Machine)
- Službena stranica omladinske organizacije Partije regija  Arhivirana inačica izvorne stranice od 12. travnja 2008. (Wayback Machine)